# Heliconius broncus
Heliconius broncus är en fjärilsart som beskrevs av Hans Ferdinand Emil Julius Stichel 1906. Heliconius broncus ingår i släktet Heliconius och familjen praktfjärilar. Inga underarter finns listade i Catalogue of Life.